# Oyala
Ciudad de la Paz, també anomenada Oyala, és una ciutat dissenyada per ser la futura capital de Guinea Equatorial, en comptes de l'actual Malabo. És una ciutat planificada al mig del bosc tropical, en un lloc triat pels seus fàcils accessos i clima benigne. El projecte d'aquesta nova capital, considerat com megalomaníac, ha provocat les crítiques de l'oposició política al dictador Teodoro Obiang, l'impulsor de la iniciativa.

## Ubicació
El 2012, les obres han començat a la província de Djibloho, en la regió continental del país. La futura capital és entre les ciutats de Bata i Mongomo i a 20 km de l'aeroport de Mengomeyén. El proveïment elèctric de la nova ciutat dependrà de la central hidroelèctrica al districte d'Evinayong.

## Disseny urbà
La ciutat va ser dissenyada per l'estudi portuguès d'arquitectura i urbanisme IPF - Ideias para o Futuro. i s'han realitzat diverses estimacions sobre la grandària de la seva població, des d'uns inicials 65.000 habitants, fins a estimacions a l'alça que estimen una capacitat entre 160.000 i 200.000 habitants.
La ciutat s'aixecarà sobre una superfície de 8.150 hectàrees (81,50 km²). D'acord amb IPF, el projecte d'Oyala «combina la modernitat i el respecte per les arrels culturals del país, promovent la identitat local i la riquesa de l'ecosistema en el qual opera, privilegiant la sostenibilitat en les vessants més variades", subratllant que "aquest projecte pretén crear la primera capital mundial dependent enterament d'energies renovables i sostenibles».

### Empreses participants[10]
- Director de planificació, camins, carreteres i diagrama de la xarxa urbana: Egis Route, Vinci
- Carreteres del perímetre: ARG
- Ponts: Vinci, Bouygues, Besix, General Works
- Edificis: Piccini
- Universitats: Unicon
- Parlament Regional: Summa
- Palau Presidencial: Seguibat